# Żerniki Wrocławskie (gromada)
Żerniki Wrocławskie – dawna gromada, czyli najmniejsza jednostka podziału terytorialnego Polskiej Rzeczypospolitej Ludowej w latach 1954–1972.
Gromady, z gromadzkimi radami narodowymi (GRN) jako organami władzy najniższego stopnia na wsi, funkcjonowały od reformy reorganizującej administrację wiejską przeprowadzonej jesienią 1954 do momentu ich zniesienia z dniem 1 stycznia 1973, tym samym wypierając organizację gminną w latach 1954–1972.
Gromadę Żerniki Wrocławskie z siedzibą GRN w Żernikach Wrocławskich utworzono – jako jedną z 8759 gromad na obszarze Polski – w powiecie wrocławskim w woj. wrocławskim, na mocy uchwały nr 32/54 WRN we Wrocławiu z dnia 2 października 1954. W skład jednostki weszły obszary dotychczasowych gromad Żerniki Wrocławskie, Iwiny, Karwiany, Ślęza, Smardzów, Suchy Dwór, Biestrzyków, Komorowice, Radomierzyce i Wysoka ze zniesionej gminy Św. Katarzyna w tymże powiecie. Dla gromady ustalono 21 członków gromadzkiej rady narodowej.
31 grudnia 1961 gromadę zniesiono, a jej obszar włączono do gromad: Św. Katarzyna (wsie Wysoka, Żerniki Wrocławskie, Biestrzyków, Radomierzyce, Iwiny i Smardzów), Tyniec Mały (wieś Ślęża) i Żórawina (wsie Karwiany, Komorowice i Suchy Dwór) w tymże powiecie.